# Јоханес Итен
Јоханес Итен (11. новембар 1888. – 25. март 1967) био је швајцарски сликар експресионизма, дизајнер, професор, писац и теоретичар. Остварио је велики утицај на развој школе Баухаус, а самим тим и на архитектуру и дизајн модерног доба. Заједно са Лајонелом Фајнингером и Герхардом Марксом био је међу прва три човека које је Валтер Гропијус, оснивач Баухауса, државне школе за архитектуру и примењене уметности. именовао за мајсторе форме, односно предаваче. Припадао је и Новембарској групи, удружењу револуционарно настројених уметника, настало под утицајем Новембарске револуције.

## Детињство, младост и почеци рада
Јоханес Итен је рођен у Вашелдорну, градићу у јужном Линдену, у Швајцарској. У периоду од 1904. до 1908. се школовао за учитеља, а од 1908. године почиње да користи методе развијене од стране Фридриха Фребела, креатора концепта предшколског образовања, а такође се упознао и са идејама психоанализе. Наредне године уписује Академију лепих уметности у Женеви, али због лошег квалитета предавача, одлучује да се пресели у Берн, где ће учити под Ернстом Шнајдером. Од Шнајдера ће прихватити неке од принципа, као што је пракса да не исправља ученике, засновано на индивидуалности сваког од њих, у страху да се им се не наруши креативни импулс. С тога је исправљао само честе грешке на нивоу целе класе. Након Берна, сели се натраг у Женеву, где ће бити ученик Јуџина Жилијарда.
Био је под великим утицајем Адолфа Хулцела и Франца Цижека, од којих усваја серију основних облика (линија, круг, спирала), као почетак сваке креације, али такође и гимнастичке вежбе пред сваки час како би припремао ученике за оно што ће се десити на самом часу. Након завршене академије, отвара приватну уметничку школу у Бечу.

## Период у Баухаусу
У периоду након Првог светског рата (1919—1922), Итен је био професор на Баухаусу, државној школи за архитектуру и примењене уметности. У Баухаусу је држао почетни курс из основа материјала, карактеристика, композиције и теорије боја. За време свог боравка у Баухаусу, створио је концепт теорије контраста боја и вежби која помаже да се оне науче. Његова теорија се састојала из следећих контраста:  
1. Контраст по нијанси боје
2. Контраст по осветљељу (тону)
3. Контраст по температури боје
4. Контраст по неутрализацији боје
5. Истовремени контраст (преузето од Михаела Јуџина Шевреула)
6. Контраст по сатурацији (мешавине са сивом)
7. Контраст по екстензији (по Гетеу)[3]

Исте године позива Гетруду Грунов да предаје курс о теорији хармоније на Баухаусу, курс који је обухватао коришћење музике и релаксационих метода и техника ради побољшања ученичких перфоманса и креативности.
Наредне године позива Паула Клеа и Георга Мучеа у Баухаус и издаје књигу "Уметност боја" (енгл. The Art of Color), у којој објашњава своју идеју о проширењу колорног точка Адолфа Хулцела, која по Итену се проширује у сферу и укључује 12 боја.
Итенов особени начин живота и мистицизам, као и веровања у индивидуалност сваког појединца доводи до сукоба са оснивачем Баухауса Валтером Гропијусом који је желео да школа крене на пут масовне производње уметности. Овај сукоб доводи до тога да Итен напушта Баухаус 1923. године, где га мења Лазло Мохољи-Нађ.

## Каснији рад
Након напуштања Баухауса, Итен оснива малу школу уметности и архитектуре у Берлину, заједно са Ернестом Нојфертом, бившим главним архитектом Баухауса. Школа ће бити отворена од 1926 до 1934. године, када је затворена од стране нацистичког режима. У овом периоду, Итенов рад се окреће ка истраживању коришћењу и композицији боја у оптичкој уметности код сликара као што су: Јозеф Алберс, Макс Бил и Бриџит Рајли, као и код експресионисте Василија Кандинског. 
Након затварања своје школе у Берлину, Итен ће радити на следећим позицијама:
- 1932-1938. године - Директор текстилне школе у Крефелду
- 1938-1954. године - Директор Циришке школе примењених уметности
- 1943-1960. године - Директор Циришке текстилне школе
- 1949-1956. године - Директор Рајтберг музеја у Цириху
- 1955. године - предаје теорију боја на Школи за дизајн у Улму.[5]

## Утицај
Итенов рад на теорији боја је инспирација за анализу боја, термин који се често користи у козметици и у модној индустрији који објашњава метод одређивања боје одеће или шминке у хармоничном односу са бојом коже, очију и косе. Итен је био први који је повезао палете боја са четири типа људи и повезао те типове људи са четири годишња доба (енг. seasonal colour analysis). Такође, његово истраживање боја је имало директан утицај на покрет оптичке уметности (енгл. Op Art movement).
У филму из 2012. године - Успон Мрачног Витеза, редитеља Кристофера Нолана, налази се неколико референци о самом Итену и његовом раду, а Нолан је нагласио и сам Итенов утицај на његову кинематографију.

## Приватни живот
Итен је био припадник култа ватре Маздазнан, који потиче из Сједињених Америчких Држава, а произилази из зороастрианизма. Био је вегетаријанац и практиковао је медитацију као средство за унутрашње разумевање и интуицији и као извор уметничке инспирације и праксе. Итенов мистицизам је подстицао групу студената, међу којима је био и Георг Мухе да се приклоне маздазнану. Умро је 27. марта 1967. године у Цириху.